# Točak
Točak is een plaats in de gemeente Slunj in de Kroatische provincie Karlovac. De plaats telt 60 inwoners (2001).